# 布登布羅克山脈
布登布羅克山脈（英語：Buddenbrock Range）是南極洲的山脈，位於毛德皇后地的阿斯特里德公主海岸，處於奧斯特雷斯科韋冰川和韋斯特雷斯科韋冰川之間，屬於穆利格-霍夫曼山脈的一部分，現時由南極條約體系管理。

## 外部連結
- 本条目引用的公有领域材料来自美国地质调查局的文档《布登布羅克山脈》 （資料來自地名信息系统）。

71°52′S 5°24′E / 71.867°S 5.400°E